# Струково (Краснинский район)
Струково — деревня в Краснинском районе Смоленской области России. Входит в состав Нейковского сельского поселения. По состоянию на 2007 год постоянного населения не имеет. 
Расположена в западной части области в 10 км к западу от Красного, в 14 км южнее автодороги М1 «Беларусь», на берегу реки Лупа. В 13 км северо-западнее деревни расположена железнодорожная станция О.п. 478-й км на линии Москва — Минск. 

## История
В годы Великой Отечественной войны деревня была оккупирована гитлеровскими войсками в июле 1941 года, освобождена в сентябре 1943 года.